# Závadka (Humenné)
Závadka es un municipio del distrito de Humenné en la región de Prešov, Eslovaquia, con una población estimada a final del año 2024 de 560 habitantes.
Se encuentra ubicado al sureste de la región, cerca de los ríos Cirocha y Laborec (cuenca hidrográfica del río Tisza) y de la frontera con la región de Košice.

## Demografía
| Año        | 1994 | 2004     | 2014    | 2024    |
| ---------- | ---- | -------- | ------- | ------- |
| Población  | 470  | 526      | 534     | 560     |
| Diferencia |      | +11,91 % | +1,52 % | +4,86 % |

| Año        | 2023 | 2024    |
| ---------- | ---- | ------- |
| Población  | 553  | 560     |
| Diferencia |      | +1,26 % |